# Гринвич-Виллидж
Гри́нвич-Ви́ллидж (точнее Гри́нич-Виллидж; англ. Greenwich Village, МФА: [ˌgrɛnɪtʃ ˈvɪlɪdʒ]), или просто «Виллидж» (англ. village — деревня, посёлок) — квартал на западе Нижнего Манхэттена (2-й округ).

## Планировка
В XVII веке, когда образовался город Нью-Йорк, Гринвич-Виллидж был небольшим посёлком, планировка которого не имела ничего общего с нынешней шахматной планировкой Манхэттена. При застройке Манхэттена в Гринвич-Виллидж было решено сохранить первоначальную планировку. Многие из улиц кривые, узкие и пересекаются под острыми углами. В отличие от многих улиц в Нью-Йорке большинство улиц Гринвич-Виллидж имеют собственные названия, а не номера. Немногочисленные нумерованные улицы идут вразрез с традиционной манхэттенской нумерацией. Например, 4-я улица пересекает 10-ю, 11-ю, 12-ю и 13-ю (в остальном Манхэттене все нумерованные улицы параллельны).

## История
До основания посёлка на его месте находились заболоченные плавни. В XVI веке индейцы называли эту местность Сапоканикан («табачное поле»). В 1630 году голландцы основали здесь поселение Нортвейк (Noortwyck). В 1664 году, после захвата англичанами Нового Амстердама, стал быстро расти. Официально он стал посёлком с 1712 года; с 1713 года — название Гринвич-Виллидж (Гренич-Виллидж, Greenwich Village). После эпидемии жёлтой лихорадки в 1822 году многие жители Нью-Йорка перебрались в Гринвич-Виллидж.
С начала XX века Гринвич-Виллидж стал пристанищем для людей богемы и радикальных политических деятелей (среди них наиболее известны драматург Юджин О’Нил, танцовщица Айседора Дункан, поэтесса Эдна Сент-Винсент Миллей, журналист Джон Рид). Художник Марсель Дюшан и его друзья запускали с вершины арки на Уошингтон-сквер (центральная площадь района) воздушные шары, провозглашающие «Независимую Республику Гринвич-Виллидж».
В 1950-е годы Гринвич-Виллидж становится одним из центров движения бит-поколения (Джек Керуак, Аллен Гинзберг, Уильям Берроуз, Дилан Томас), фолк-рока (The Mamas & the Papas, Боб Дилан, Саймон и Гарфанкел). 

Этот район известен антивоенными и пацифистскими акциями, проводившимися там. Гринвич-Виллидж сыграл важную роль в движении за права сексуальных меньшинств: здесь находятся знаменитые Кристофер-стрит и Стоунволл-инн — центр «стоунволлского восстания» 1969 года.

## Гринвич-Виллидж сегодня
Сейчас богемная жизнь ушла в прошлое: художники покидают Гринвич-Виллидж из-за выросших цен на жильё, уезжая в Бруклин, Лонг-Айленд-Сити (Квинс) и Нью-Джерси. Однако жители Гринвич-Виллидж по-прежнему выделяются своим либеральным образом жизни и гордятся своей историей, называя иногда весь остальной Нью-Йорк севернее 14-й улицы «сельской местностью» (upstate). Здесь находятся дома многих знаменитостей, таких как Джулианна Мур, Лив Тайлер, Ума Турман, здесь многие годы жил и скончался Филип Сеймур Хоффман.
В Гринвич-Виллидж расположено несколько высших учебных заведений, в том числе главный кампус Нью-Йоркского университета, Новая школа, несколько еврейских учебных заведений.
Гринвич-Виллидж — зелёный район. В центре района находится известный парк на Вашингтон-сквер (Washington Square Park), вокруг которого сосредоточены учебные корпуса Нью-Йоркского университета. В районе много маленьких скверов, а также многочисленные спортивные площадки, на одной из которых проходят общегородские состязания по стритболу.
В Виллидже нашли приют многие не-бродвейские (Off-Broadway и Off-Off-Broadway) театры, джаз-клубы, комедийные клубы, Оркестр Гринвич-Виллидж.
- Дом «Друзей» — 90 Bedford Street, Зима 2006—2007
- Кристофер-парк
- Вашингтон-Сквер-парк